# Erland Hjärne
Erland Hjärne, född 13 juli 1887 i Uppsala, död 26 april 1969 i Uppsala, var en svensk historiker. 
Filosofie licentiat i historia 1918, e.o. tjänsteman vid Landsarkivet i Uppsala 1924, amanuens vid Uppsala universitetsbibliotek 1930, docent i historia 1930, professor i historia vid Uppsala universitet 1930–1952, filosofie hedersdoktor 1932 och juris hedersdoktor 1958. Han var son till historikern Harald Hjärne. 

## Politik
Hjärne tillhörde före 1914 en krets politiserande studenter i Uppsala som vände sig mot partiväsen, parlamentarism och demokrati och särskilt mot socialismen. Han var verksam under bondetågs– och borgkrisåret 1914. I kretsen var Hjärne den givne ledaren, men han framträdde utåt bara 1913–14. Han skrev det tal som studenterna höll för kung Gustaf V 1914. När Sven Lidman år 1916 grundade tidningen Svensk Lösen blev Hjärne en av de viktigaste medarbetarna. Han stod för en storvulen, historiskt färgad nationalism med idealisering av den handlingskraftiga karolinska kungamakten, folkets medverkan i politiken endast för pliktuppfyllelse under sträng ledning, principiell rojalism men bitsk kritik mot den som svek, skarp udd mot högerpolitikens beroende av ekonomiska intressen. Efter besvikelserna 1918–19 vände Hjärne politiken ryggen och blev forskare och lärare.

## Historia
Hjärne kom som historieprofessor att föra fram över 20 stora disputationsavhandlingar i vitt skilda ämnen, ofta utanför hans eget intresseområde. Som lärare var han sträng källkritiker men också utpräglad systematiker med betoning av de stora sammanhangen. Hans första intresse var frihetstidens parlamentarism och dess rötter i svensk tradition från 1500- och 1600-talen samt i västeuropeisk politisk spekulation. Hans andra stora forskningsområde var det svenska samhällets organisation, institutionellt och socialt, under tidig medeltid. 
Hjärne var en kedjeforskare: Varje steg i arbetet väckte nya problem av den mest varierande art. Djupperspektivet var hisnande, med inträngande i varje viktigt ord, varje fras i en text, under aktualisering av alla relevanta textställen och varje bidrag den filologiska interpretationen kunde ge. Förmågan att systematisera stoffet var till sist det viktigaste draget. 
Mot denna forskarpersonlighet liksom mot ungdomsårens djärvt polemiska lynne kontrasterar hos den mogne mannen en lynnesart, präglad av religiöst grubbel, djup misantropi och förtvivlan över en samhällsutveckling han inte förstod.
Erland Hjärne ligger begravd på Uppsala gamla kyrkogård.